# André Galvão
André Luiz Leite Galvão (nascido em São Paulo no dia 29 de setembro de 1982), é um lutador brasileiro de grappling e artes marciais mistas profissional. Faixa-preta de 4º grau em jiu-jitsu brasileiro sob a tutela de Fernando Tererê e também faixa-preta em judô, Galvão é um dos atletas mais premiados da história do jiu-jitsu brasileiro, tendo conquistado diversas vezes os principais torneios internacionais.
Galvão é cofundador e treinador principal da Atos Jiu-Jitsu, uma das equipes de grappling mais bem-sucedidas no esporte competitivo, onde orienta inúmeros campeões mundiais. Ele é autor do livro sobre artes marciais Drill to Win: One Year to Better Brazilian Jiu-Jitsu (em português, "Treine para Vencer: Um Ano para Melhorar seu Jiu-Jitsu Brasileiro").
Em 2022, Galvão foi incluído no Hall da Fama da IBJJF e no Hall da Fama da ADCC.

## Wrestling de submissão
Galvão venceu o Campeonato Mundial da ADCC de 2011 (na categoria de peso e absoluto), o Campeonato Brasileiro de Jiu-Jitsu, o Campeonato Mundial de Jiu-Jitsu e o Campeonato Pan-Americano de Jiu-Jitsu Brasileiro em várias ocasiões, além de ter obtido o terceiro lugar no Campeonato Mundial da ADCC de 2007 nas categorias -77 kg e absoluto. Apesar de seu sucesso frequente em competições, Galvão afirmou que só começou a aprender wrestling como adulto, após se mudar para os Estados Unidos em 2008.
Galvão competiu no Campeonato Mundial da ADCC de 2009 em Barcelona, Espanha, onde ficou em segundo lugar na categoria -88 kg. Mais recentemente, em 2011, ele teve um desempenho destacado, primeiro vencendo o Ultimate Absolute NYC ao derrotar nomes como Antônio Braga Neto, Vinny Magalhães e Rustam Chsiev. No Campeonato Mundial da ADCC de 2011, Galvão conquistou o ouro nas categorias -88 kg e absoluto, superando Rousimar Palhares e Pablo Popovitch nas respectivas finais.
Galvão derrotou Braulio Estima por mata-leão em uma superluta no Campeonato Mundial da ADCC de 2013.
Galvão enfrentou Chael Sonnen no Metamoris IV em 9 de agosto de 2014. Ele venceu a luta por finalização com um mata-leão.
Em 30 de agosto de 2015, ele derrotou Roberto Abreu por pontos (6–0) na superluta do ADCC de 2015.
No ADCC de 2017, Galvão venceu Cláudio Calasans por decisão.
No ADCC de 2019, Galvão derrotou Felipe Pena por pontos (2–0).
Apesar de inicialmente hesitar sobre sua aposentadoria do esporte, Galvão confirmou em 2021 que retornaria pelo menos mais uma vez para defender seu título de superluta no Campeonato Mundial da ADCC de 2022. Em novembro de 2021, ele foi incluído na classe inaugural do Hall da Fama da ADCC, devido a seu recorde como o campeão de superluta mais longevo e o competidor mais premiado.
No ADCC de 2022, Galvão perdeu seu título de super luta para Gordon Ryan, sendo finalizado por um mata-leão.

### Linhagem de instrutores
Mitsuyo Maeda → Carlos Gracie → Hélio Gracie → Rolls Gracie → Romero Cavalcanti → Alexandre Paiva → Fernando Tererê → André Galvão

## Artes marciais mistas
Galvão estreou nas artes marciais mistas em 2008 e, em 2009, participou do Torneio de Meio-Médios do Dream (artes marciais mistas).
Após o torneio, Galvão lutou no Strikeforce (artes marciais mistas). Ele obteve um cartel de 2 vitórias e 1 derrota antes de se aposentar do esporte.
Apesar de estar aposentado do MMA por mais de uma década, Galvão revelou em 30 de novembro de 2020 que planejava retornar às competições profissionais de MMA em 2021.
Em 8 de novembro de 2021, foi anunciado que Galvão assinou um contrato de múltiplas lutas com o ONE Championship. Ele fez sua estreia promocional em uma luta de grappling contra o campeão dos pesos médios e meio-pesados do ONE, Reinier de Ridder, no ONE: X em 26 de março de 2022. A luta terminou em empate após 12 minutos, sem que nenhum dos dois conseguisse a finalização.

## Cartel no MMA
| Cartel no MMA   |            |            |
| 7 lutas         | 5 vitórias | 2 derrotas |
| Por nocaute     | 1          | 1          |
| Por finalização | 3          | 0          |
| Por decisão     | 1          | 1          |

| Res.    | Cartel | Oponente         | Método                       | Evento                                    | Data                   | Round | Tempo | Local                         | Notas                                               |
| ------- | ------ | ---------------- | ---------------------------- | ----------------------------------------- | ---------------------- | ----- | ----- | ----------------------------- | --------------------------------------------------- |
| Derrota | 5–2    | Tyron Woodley    | Nocaute Técnico (socos)      | Strikeforce: Diaz vs. Noons II            | 9 de outubro de 2010   | 1     | 1:48  | San Jose, Califórnia, EUA     |                                                     |
| Vitória | 5–1    | Jorge Patino     | Nocaute Técnico (socos)      | Strikeforce: Houston                      | 21 de agosto de 2010   | 3     | 2:45  | Houston, Texas, EUA           |                                                     |
| Vitória | 4–1    | Luke Stewart     | Decisão (dividida)           | Strikeforce Challengers: Johnson vs. Mahe | 26 de março de 2010    | 3     | 5:00  | Fresno, Califórnia, EUA       |                                                     |
| Derrota | 3–1    | Jason High       | Decisão (dividida)           | Dream 10                                  | 20 de julho de 2009    | 2     | 5:00  | Saitama, Saitama, Japão       | Semifinal do DREAM Welterweight Grand Prix          |
| Vitória | 3–0    | John Alessio     | Finalização (chave de braço) | Dream 8                                   | 5 de abril de 2009     | 1     | 7:34  | Saitama, Saitama, Japão       | Rodada de abertura do DREAM Welterweight Grand Prix |
| Vitória | 2–0    | Mikey Gomez      | Finalização (chave de braço) | FSC: Evolution                            | 14 de dezembro de 2008 | 1     | 3:59  | Ontário, Canadá               |                                                     |
| Vitória | 1–0    | Jeremiah Metcalf | Finalização (chave de braço) | JG and TKT Promotions – Fighting 4 Kidz   | 30 de agosto de 2008   | 2     | 2:05  | Santa Mônica, Califórnia, EUA |                                                     |

## Registro no submission grappling
| Resultado | Oponente           | Método                                  | Evento                           | Divisão    | Data                   | Localização                       |
| --------- | ------------------ | --------------------------------------- | -------------------------------- | ---------- | ---------------------- | --------------------------------- |
| Derrota   | Gordon Ryan        | Finalização (mata-leão)                 | ADCC 2022                        | Superluta  | 18 de setembro de 2022 | Las Vegas, Nevada                 |
| Empate    | Reinier de Ridder  | Empate                                  | ONE: X                           | Superluta  | 26 de março de 2022    | Kallang                           |
| Vitória   | Felipe Pena        | Pontos (2–0)                            | ADCC 2019                        | Superluta  | 29 de setembro de 2019 | Los Angeles, Califórnia           |
| Vitória   | Claudio Calasans   | Pontos (6–0)                            | ADCC 2017                        | Superluta  | 23 de setembro de 2017 | Espoo                             |
| Derrota   | Leandro Lo         | Decisão do árbitro                      | IBJJF Pro League                 | Absoluto   | 26 de agosto de 2017   | Las Vegas, Nevada                 |
| Vitória   | Alexandre Ribeiro  | Decisão do árbitro                      | IBJJF Pro League                 | Absoluto   | 26 de agosto de 2017   | Las Vegas, Nevada                 |
| Vitória   | Patrick Gaudio     | Decisão do árbitro                      | Campeonato Mundial IBJJF         | -88 kg     | 4 de junho de 2017     | Long Beach, Califórnia            |
| Vitória   | Felipe Pena        | Pontos (2–0)                            | Campeonato Mundial IBJJF         | -88 kg     | 4 de junho de 2017     | Long Beach, Califórnia            |
| Vitória   | Kit Dale           | Pontos (9–0)                            | Campeonato Mundial IBJJF         | -88 kg     | 4 de junho de 2017     | Long Beach, Califórnia            |
| Vitória   | Jorge Britto       | Finalização (kimura)                    | Campeonato Mundial IBJJF         | -88 kg     | 4 de junho de 2017     | Long Beach, Califórnia            |
| Vitória   | Eduardo Telles     | Pontos (8–0)                            | IBJJF San Diego Open             | Superluta  | 13 de maio de 2017     | San Diego, Califórnia             |
| Vitória   | Jackson Souza      | Decisão do árbitro                      | IBJJF World Championships        | -94 kg     | June 5, 2016           | Long Beach, CA                    |
| Vitória   | Cassio Francis     | Vantagens                               | IBJJF World Championships        | -94 kg     | June 5, 2016           | Long Beach, CA                    |
| Vitória   | Lucas Rocha        | Penalidade                              | IBJJF World Championships        | -94 kg     | June 5, 2016           | Long Beach, CA                    |
| Vitória   | Felipe Mota        | Finalização (estrangulamento)           | IBJJF World Championships        | -94 kg     | June 5, 2016           | Long Beach, CA                    |
| Vitória   | Bruno Bastos       | Finalização Mata-leão                   | Fight2Win Pro                    | Superfight | 8 de maio, 2015        | San Diego, CA                     |
| Derrota   | Felipe Pena        | Pontos (0–4)                            | World Pro                        | -94 kg     | 22 de Abril, 2016      | Abu Dhabi                         |
| Vitória   | Jackson Souza      | Finalização (mão-de-vaca)               | World Pro                        | -94 kg     | 22 de Abril, 2016      | Abu Dhabi                         |
| Vitória   | Tiago Pessoa       | Pontos (2–0)                            | World Pro                        | -94 kg     | 22 de Abril, 2016      | Abu Dhabi                         |
| Derrota   | Erbeth Santos      | Vantagem                                | World Pro                        | Absoluto   | 21 de Abril, 2016      | Abu Dhabi                         |
| Vitória   | Davi Ramos         | Vantagem                                | World Pro                        | Absoluto   | 21 de Abril, 2016      | Abu Dhabi                         |
| Vitória   | Patrick Gaudio     | Vantagem                                | World Pro                        | Absoluto   | 21 de Abril, 2016      | Abu Dhabi                         |
| Vitória   | Romulo Barral      | Pontos (1–0)                            | Berkut 2                         | Superluta  | 21 de novembro de 2015 | Moscou                            |
| Vitória   | Igor Silva         | Finalização técnica (lesão)             | Campeonato Europeu IBJJF         | Absoluto   | 25 de Janeiro, 2015    | Lisboa                            |
| Vitória   | Renato Cardoso     | Pontos (4–0)                            | Campeonato Europeu IBJJF         | -88 kg     | 25 de Janeiro, 2015    | Lisboa                            |
| Vitória   | Rodrigo Fajardo    | Finalização (estrangulamento)           | Campeonato Europeu IBJJF         | -88 kg     | 25 de Janeiro, 2015    | Lisboa                            |
| Vitória   | Martin Aedma       | Finalização (estrangulamento)           | Campeonato Europeu IBJJF         | -88 kg     | 25 de Janeiro, 2015    | Lisboa                            |
| Vitória   | Samuel Monin       | Finalização (chave-de-braço)            | Campeonato Europeu IBJJF         | -88 kg     | 25 de Janeiro, 2015    | Lisboa                            |
| Vitória   | Tarcisio Jardim    | Finalização (chave-de-braço)            | Campeonato Europeu IBJJF         | Absoluto   | 24 de Janeiro, 2015    | Lisboa                            |
| Vitória   | Erberth Santos     | Finalização (estrangulamento norte-sul) | Campeonato Europeu IBJJF         | Absoluto   | 24 de Janeiro, 2015    | Lisboa                            |
| Vitória   | Thomas Johannesson | Finalização (chave-de-braço)            | Campeonato Europeu IBJJF         | Absoluto   | 24 de Janeiro, 2015    | Lisboa                            |
| Vitória   | Gabriel Rosberg    | Finalização (estrangulamento)           | Campeonato Europeu IBJJF         | Absoluto   | 24 de Janeiro, 2015    | Lisboa                            |
| Vitória   | Roberto Abreu      | Pontos (6–0)                            | ADCC 2015                        | Superluta  | 29 de agosto de 2015   | São Paulo                         |
| Vitória   | Chael Sonnen       | Finalização (mata-leão)                 | Metamoris IV                     | Superluta  | 9 de agosto de 2014    | Los Angeles, Califórnia           |
| Vitória   | Braulio Estima     | Finalização (mata-leão)                 | ADCC 2013                        | Superluta  | 19 de outubro de 2013  | Pequim                            |
| Empate    | Ryron Gracie       | Empate                                  | Metamoris I                      | Superluta  | 14 de outubro de 2012  | Los Angeles, Califórnia           |
| Vitória   | Pablo Popovitch    | Finalização (chave de pé)               | ADCC 2011                        | Absoluto   | 25 de setembro de 2011 | Nottingham                        |
| Vitória   | Murilo Santana     | Pontos (0-0)                            | ADCC 2011                        | Absoluto   | 25 de setembro de 2011 | Nottingham                        |
| Vitória   | Sergio Moraes      | Pontos (6–0)                            | ADCC 2011                        | Absoluto   | 25 de setembro de 2011 | Nottingham                        |
| Vitória   | Shinsho Anzai      | Finalização (mata-leão)                 | ADCC 2011                        | Absoluto   | 25 de setembro de 2011 | Nottingham                        |
| Vitória   | Rousimar Palhares  | Pontos (9–4)                            | ADCC 2011                        | -88 kg     | 25 de setembro de 2011 | Nottingham                        |
| Vitória   | Pablo Popovitch    | Pontos (2–0)                            | ADCC 2011                        | -88 kg     | 25 de setembro de 2011 | Nottingham                        |
| Vitória   | Gunnar Nelson      | Pontos (2–0)                            | ADCC 2011                        | -88 kg     | 24 de setembro de 2011 | Nottingham                        |
| Vitória   | Don Ortega         | Pontos                                  | ADCC 2011                        | -88 kg     | 24 de setembro de 2011 | Nottingham                        |
| Vitória   | Rustam Chsiev      | Judges Decision                         | Ultimate Absolute NYC            | Absoluto   | 30 de Julho, 2011      | Nova Iorque, Nova Iorque (estado) |
| Vitória   | Vinny Magalhães    | Pontos (4–0)                            | Ultimate Absolute NYC            | Absoluto   | 30 de Julho, 2011      | Nova Iorque, Nova Iorque (estado) |
| Vitória   | Antônio Braga Neto | Pontos (2–0)                            | Ultimate Absolute NYC            | Absoluto   | 30 de Julho, 2011      | Nova Iorque, Nova Iorque (estado) |
| Vitória   | Nolan Dutcher      | Finalização (chave-de-braço)            | Ultimate Absolute NYC            | Absoluto   | 30 de Julho, 2011      | Nova Iorque, Nova Iorque (estado) |
| Derrota   | Alexandre Ribeiro  | Pontos (0–3)                            | ADCC 2009                        | Absoluto   | 27 de setembro de 2009 | Barcelona                         |
| Vitória   | Tom DeBlass        | Pontos (3–0)                            | ADCC 2009                        | Absoluto   | 27 de setembro de 2009 | Barcelona                         |
| Derrota   | Braulio Estima     | Finalização (triângulo invertido)       | ADCC 2009                        | -88 kg     | 27 de setembro de 2009 | Barcelona                         |
| Vitória   | David Avellan      | Pontos (2–0)                            | ADCC 2009                        | -88 kg     | 27 de setembro de 2009 | Barcelona                         |
| Vitória   | Kassim Annan       | Pontos (11–0)                           | ADCC 2009                        | -88 kg     | 26 de setembro de 2009 | Barcelona                         |
| Vitória   | Chris Weidman      | Pontos (4–0)                            | ADCC 2009                        | -88 kg     | 26 de setembro de 2009 | Barcelona                         |
| Vitória   | Bruno Bastos       | Finalização (mata-leão)                 | ADCC Brazilian Championship 2009 | -88 kg     | 21 de Fevereiro, 2009  | São Paulo                         |
| Vitória   | Rodolfo Vieira     | Pontos                                  | ADCC Brazilian Championship 2009 | -88 kg     | 21 de Fevereiro, 2009  | São Paulo                         |
| Vitória   | Alexandre Ferreira | Finalização (mata-leão)                 | ADCC 2007                        | Absoluto   | 6 de maio, 2007        | Trenton, NJ                       |
| Derrota   | Robert Drysdale    | Finalização (mata-leão)                 | ADCC 2007                        | Absoluto   | 6 de maio, 2007        | Trenton, NJ                       |
| Vitória   | Fabricio Werdum    | Pontos                                  | ADCC 2007                        | Absoluto   | 6 de maio, 2007        | Trenton, NJ                       |
| Vitória   | Baret Yoshida      | Pontos                                  | ADCC 2007                        | Absoluto   | 6 de maio, 2007        | Trenton, NJ                       |
| Vitória   | Mike Fowler        | Pontos                                  | ADCC 2007                        | -77 kg     | 5 de maio, 2007        | Trenton, NJ                       |
| Derrota   | Pablo Popovitch    | Pontos                                  | ADCC 2007                        | -77 kg     | 5 de maio, 2007        | Trenton, NJ                       |
| Vitória   | Mark Bocek         | Finalização (chave-de-tornozelo)        | ADCC 2007                        | -77 kg     | 4 de maio, 2007        | Trenton, NJ                       |
| Vitória   | Chris Bright       | Pontos                                  | ADCC 2007                        | -77 kg     | 4 de maio, 2007        | Trenton, NJ                       |
| Vitória   | Rafael dos Anjos   | Finalização (chave-de-tornozelo)        | ADCC Brazilian Championship 2007 | -77 kg     | 4 de fevereiro, 2007   | Rio de Janeiro                    |

## Obras publicadas
Drill to Win: Um Ano para Melhorar no Brazilian Jiu-Jitsu (Victory Belt Publishing, 2010).
O livro foca no aprendizado das habilidades de transição do Jiu-Jitsu Brasileiro e do submission wrestling por meio de uma dieta adequada, exercícios calistênicos e treinamentos técnicos.

## Ver Também
- Tainan Dalpra
- Gabi Pessanha
- Megaton Dias
- Carlos Lemos Júnior
- Carlos Gracie Jr.
- Luiza Monteiro
- Tayane Porfírio
- Gezary Matuda
- Laurence Cousin
- Pablo Popovitch
- Gordon Ryan